# 2020년 하계 올림픽 코트디부아르 선수단
2020년 하계 올림픽 코트디부아르 선수단은 2021년 일본 도쿄에서 열린 2020년 하계 올림픽에 참가한 올림픽 코트디부아르 선수단이다.
공식적으로는 코트디부아르공화국(Republic of Côte d'Ivoire)으로 알려진 코트디부아르는 2020년 도쿄 하계 올림픽에 참가했다. 원래 2020년 7월 24일부터 8월 9일까지 열릴 예정이었던 올림픽은 코로나19 범유행으로 인해 2021년 7월 23일부터 8월 8일로 연기되었다. 이는 코트디부아르의 14번째 하계 올림픽 출전이었다.

## 출전 선수
| 종목   | 남자 | 여자 | 전체 |
| ------ | ---- | ---- | ---- |
| 육상   | 1    | 2    | 3    |
| 축구   | 21   | 0    | 21   |
| 유도   | 0    | 1    | 1    |
| 조정   | 1    | 0    | 1    |
| 수영   | 0    | 1    | 1    |
| 태권도 | 2    | 2    | 4    |
| 전체   | 25   | 6    | 31   |

## 같이 보기
- 올림픽 코트디부아르 선수단